# إليزابيث روبنسون أبوت
إليزابيث روبنسون أبوت (بالإنجليزية: Elizabeth Robinson Abbott) هي مُدرسة أمريكية، ولدت في 11 سبتمبر 1852 في لوويل في الولايات المتحدة، وتوفيت في 27 سبتمبر 1926 في مالدن في الولايات المتحدة.